# Quầy ăn

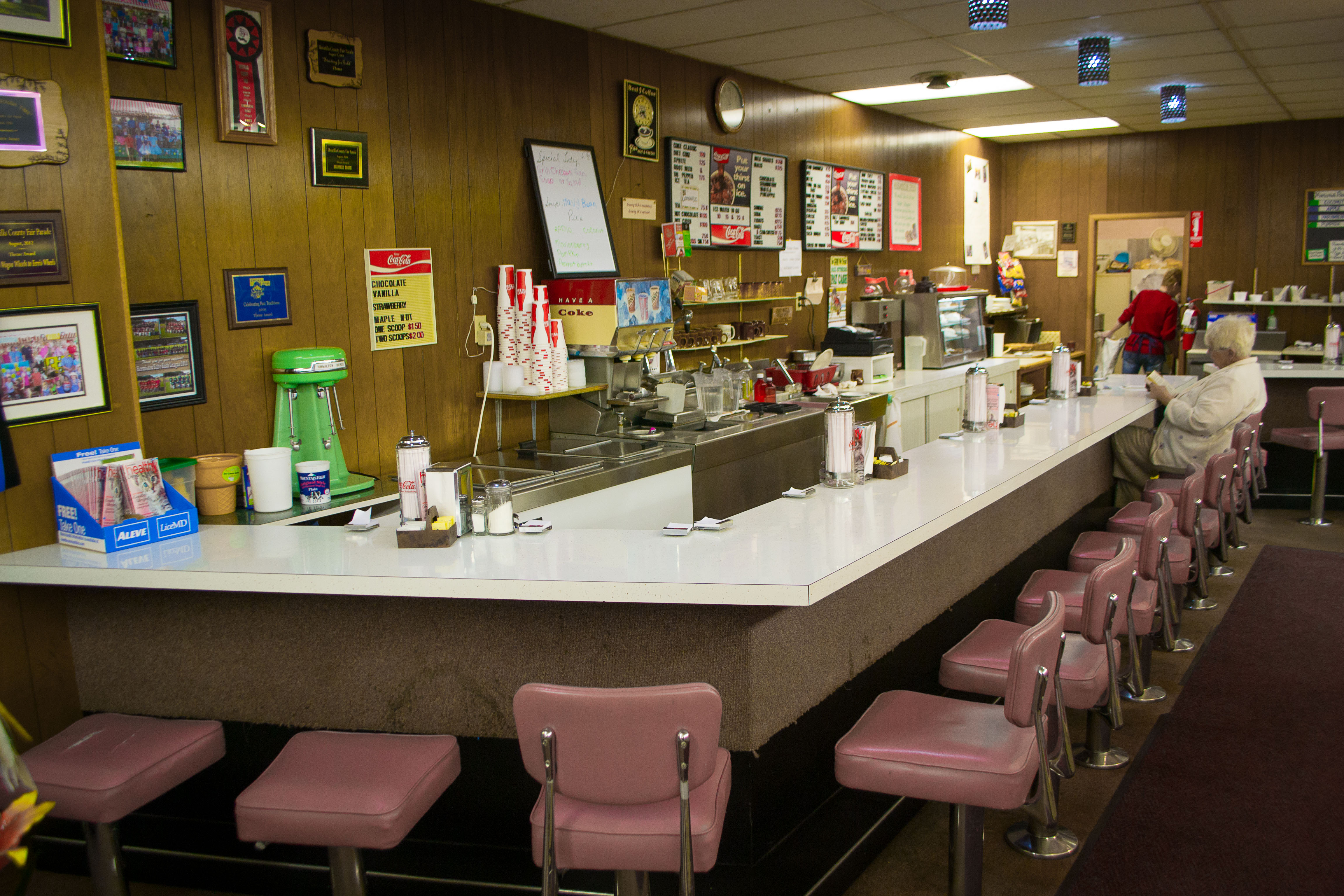
Quầy ăn ở Hermiston, Oregon

Quầy ăn là một dạng quán ăn nhỏ, như quán cóc, Nơi mà thực khách ngồi trên ghế ở một bên bàn, đối diện với nhân viên phục vụ ở bên bàn kia, với một khu vực nhỏ làm bếp nấu. Dạng quán này rất phổ biến ở Hoa Kỳ, nơi người ta thường tới đây ăn trưa, vì thế ở Hoa Kỳ nó còn được gọi là Lunch counter hay luncheonette.

## Hình Ảnh

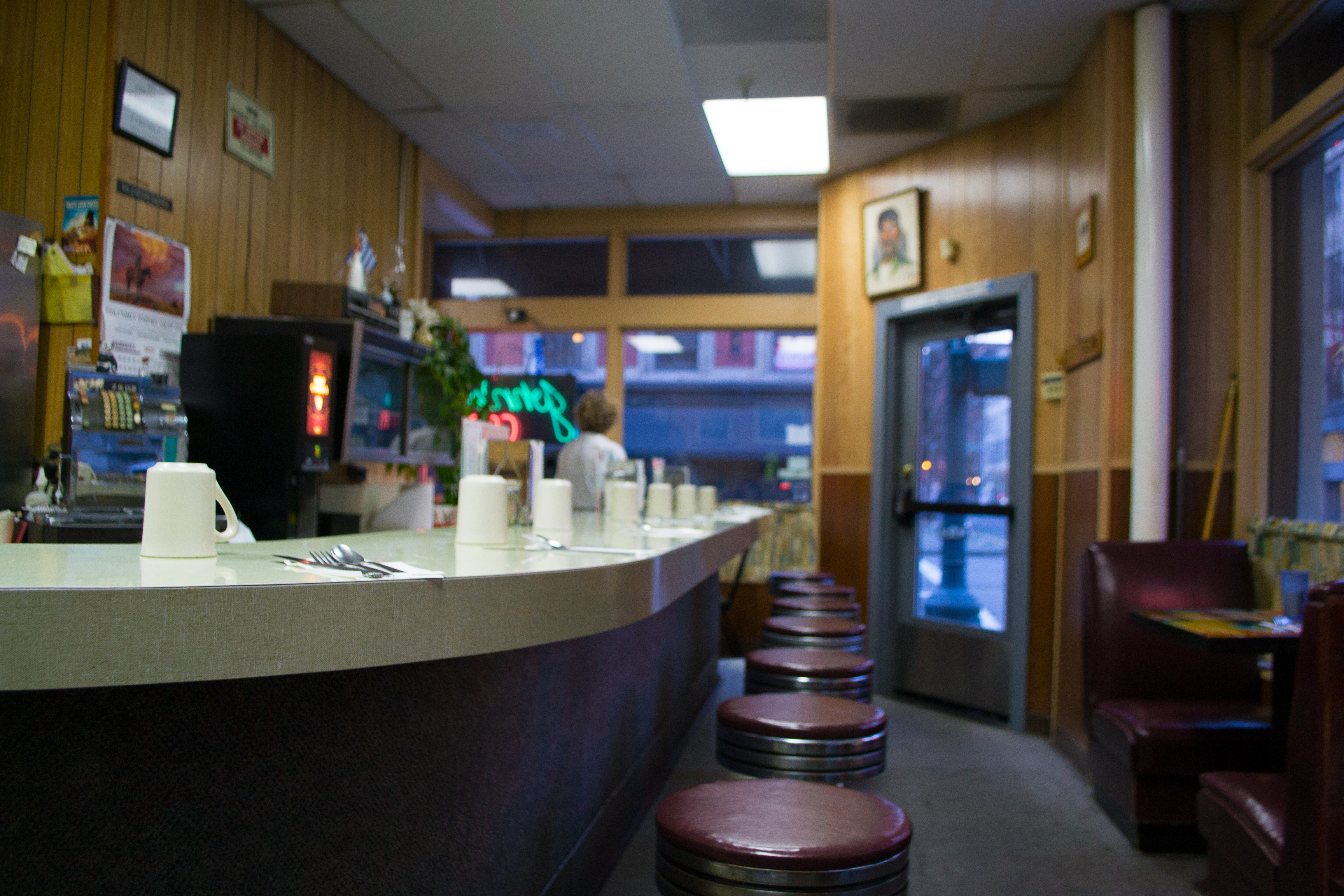
John's Cafe ở Portland, Oregon
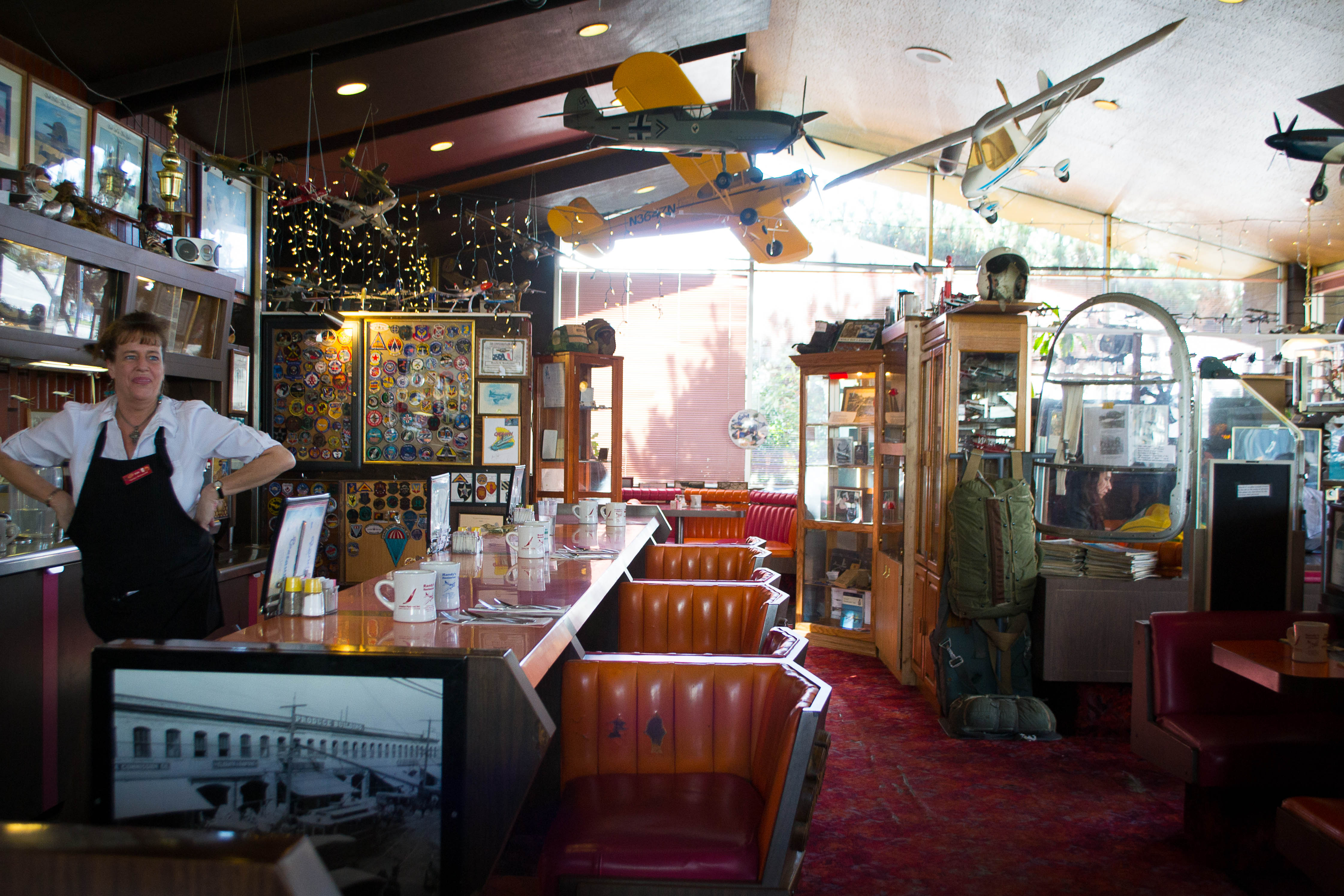
Quầy ăn ở nhà hàng Randy's, thành phố Seattle, Washington
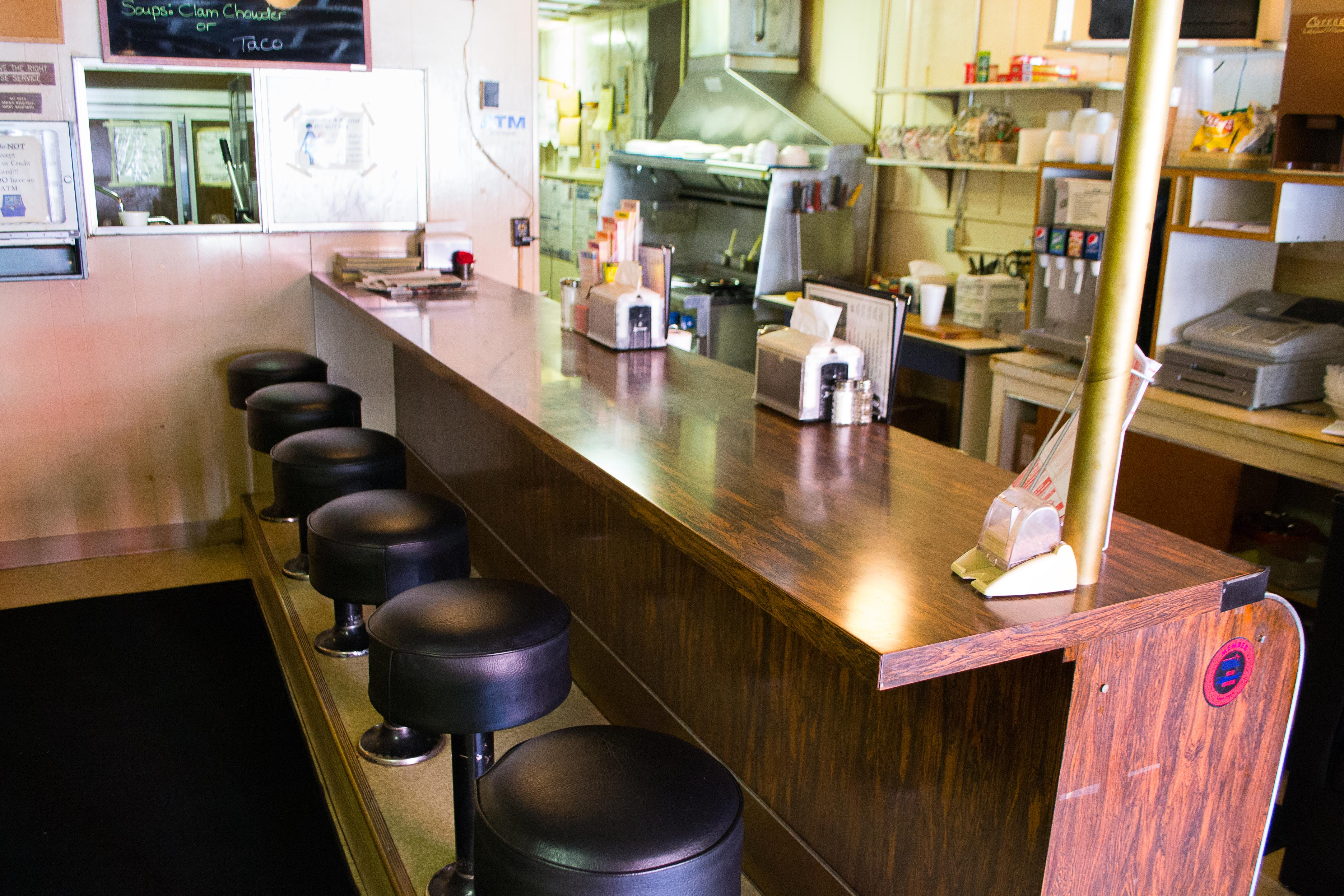
Quầy ăn ở nhà hàng siêu nhỏ
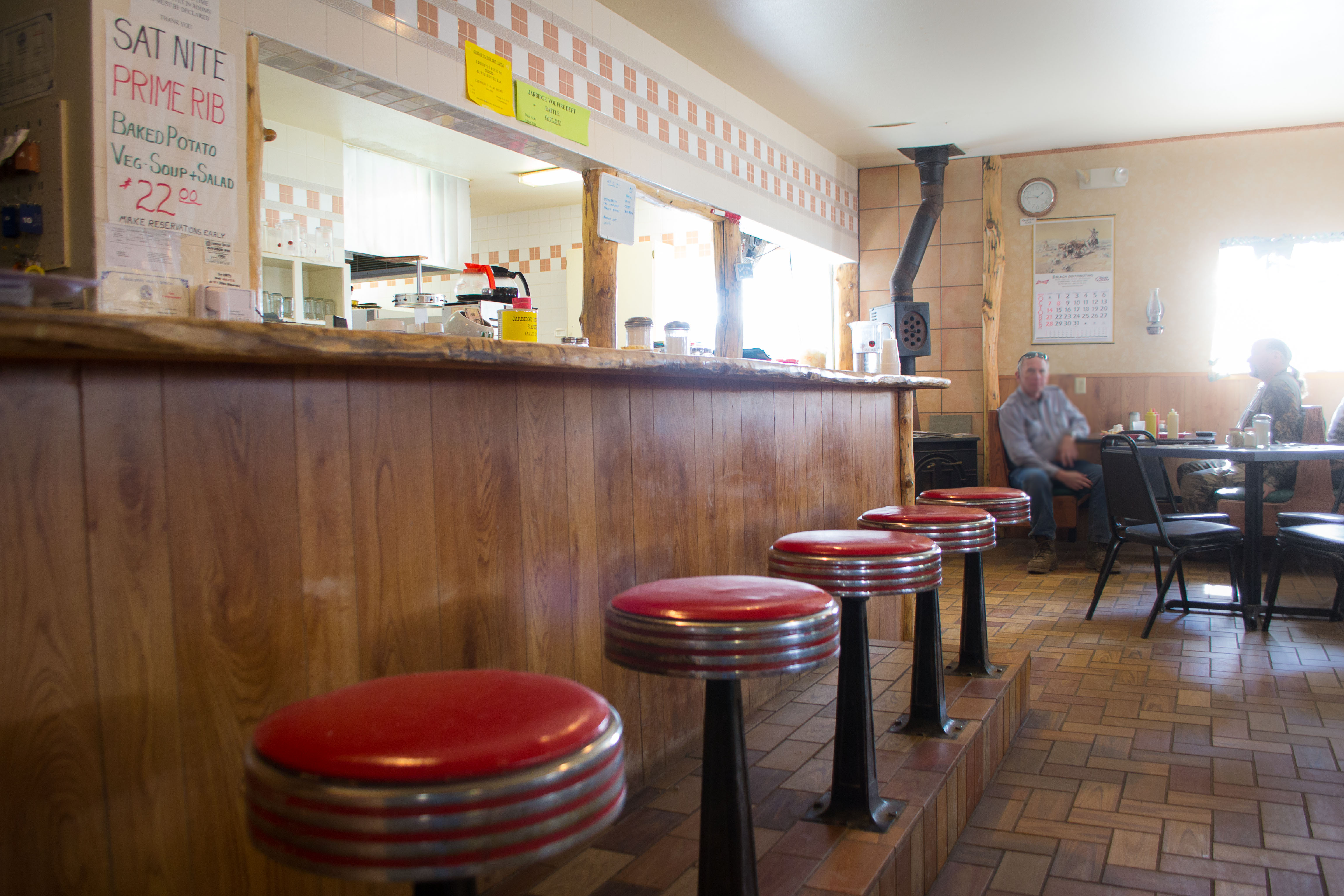
Quầy ăn ở Jarbidge